# Adam Piasecki (duchowny)
Adam Piasecki (ur. 18 grudnia 1929 w Tarnowie, zm. 13 stycznia 1990 w Warszawie) – polski duchowny baptystyczny i działacz ekumeniczny, wieloletni członek Naczelnej Rady Kościoła Chrześcijan Baptystów w PRL.

## Życiorys
W latach 1951–1952 pełnił funkcję kaznodziei zboru w Szczecinie, a w latach 1952–1975 funkcję kaznodziei zboru w Gdańsku. W latach 1964–1975 piastował także funkcję prezbitera okręgowego Okręgu Gdańskiego PKChB. W latach 1965–1990 był członkiem Naczelnej Rady Kościoła, sprawując w latach 1968–1975 oraz 1980–1990 funkcję jej wiceprezesa. Był także w latach 1975–1980 sekretarzem NRK, a w latach 1969–1987 przewodniczącym Komisji Radiowej przy NRK. Jako działacz ekumeniczny piastował między innymi funkcję sekretarza Oddziału Gdańskiego Polskiej Rady Ekumenicznej. Od 1980 do śmierci w 1990 był również prezbiterem warszawskiego zboru PKChB.
Był kaznodzieją radiowym, związanym z Trans World Radio w Monte Carlo. 
Był tajnym współpracownikiem SB, miał pseudonim „Kasprzak”. W przeciwieństwie do swoich odpowiedników w innych Kościołach mniejszościowych (Stanisław Krakiewicz, Stanisław Dąbrowski), nigdy nie został zdekonspirowany, ponieważ był umiejętnie prowadzony przez swego oficera prowadzącego. 

## Odznaczenia
- Odznaka 1000-lecia Państwa Polskiego[4]